# Клінтон (округ, Індіана)
Шаблон:StateAbbr_ 40°18′ пн. ш. 86°29′ зх. д. / 40.3° пн. ш. 86.48° зх. д.
Округ Клінтон (англ. Clinton County) — округ (графство) у штаті Індіана, США. Ідентифікатор округу 18023.

## Історія
Офіційно утворений в 1830 році.

## Демографія
За даними перепису
2000 року
загальне населення округу становило 33866 осіб, зокрема міського населення було 16810, а сільського — 17056.
Серед мешканців округу чоловіків було 16704, а жінок — 17162. В окрузі було 12545 домогосподарств, 9059 родин, які мешкали в 13267 будинках.
Середній розмір родини становив 3,1.
Віковий розподіл населення поданий у таблиці:
| Стать    | До 15 років | 15-21 | 22-29 | 30-39 | 40-49 | 50-65 | 65-85 | Понад 85 |
| -------- | ----------- | ----- | ----- | ----- | ----- | ----- | ----- | -------- |
| Чоловіки | 3926        | 1798  | 1802  | 2441  | 2518  | 2288  | 1729  | 202      |
| Жінки    | 3721        | 1558  | 1617  | 2361  | 2472  | 2491  | 2432  | 510      |

## Суміжні округи
- Керролл — північ
- Говард — північний схід
- Тіптон — схід
- Гамільтон — південний схід
- Бун — південь
- Монтгомері — південний захід
- Тіппікану — захід

## Виноски
1. ↑  U.S. Decennial Census. United States Census Bureau. Архів оригіналу за 26 квітня 2015. Процитовано 10 липня 2014.
2. ↑  Historical Census Browser. University of Virginia Library. Архів оригіналу за 26 грудня 2013. Процитовано 10 липня 2014.
3. ↑  Population of Counties by Decennial Census: 1900 to 1990. United States Census Bureau. Архів оригіналу за 4 жовтня 2014. Процитовано 10 липня 2014.
4. ↑  Census 2000 PHC-T-4. Ranking Tables for Counties: 1990 and 2000 (PDF). United States Census Bureau. Архів оригіналу (PDF) за 18 грудня 2014. Процитовано 10 липня 2014.
5. ↑  Clinton County QuickFacts. Бюро перепису населення США. Архів оригіналу за 5 вересня 2015. Процитовано 17 вересня 2011.(англ.) Наведено за англійською вікіпедією.
6. ↑  American FactFinder. Бюро перепису населення США. Архів оригіналу за 29 липня 2011. Процитовано 31 січня 2008.

| США | Це незавершена стаття з географії США. Ви можете допомогти проєкту, виправивши або дописавши її. |